# AliceSoft
AliceSoft (アリスソフト) est une entreprise japonaise de jeux vidéo fondée en 1989. 
AliceSoft est un développeur et éditeur d'eroges pour le marché des jeux vidéo, d'abord sur PC-98 puis sur PC avec Microsoft Windows. Ses premiers titres étaient Rance et Intruder sortis simultanément en juillet 1989. Depuis, de nombreux titres sont sortis chaque année.
AliceSoft est souvent considérée comme l'entreprise de jeux vidéo pour adultes la plus vieille encore active.
La marque est propriété de Champion Soft Business Corporation (株式会社チャンピオンソフト). Les jeux sortent sous les labels suivants :
- Alice Soft
- Alice Noir
- Alice Blue

La mascotte d'AliceSoft s'appelle Alice, est souvent accompagnée d'un corbeau, et fait sans doute référence à Alice au pays des merveilles.

## Personnages récurrents
On retrouve, dans de nombreux titres d'Alicesoft, les monstres suivants :
- Hanny, race de monstre cylindrique, immuniser a la magie.
- Les filles-lapin (Kyan-Kyan)

## Publications
| Sortie     | Titre international                | Titre japonais                                   | Titre romanisé                      | Compilation |
| ---------- | ---------------------------------- | ------------------------------------------------ | ----------------------------------- | --- |
| 1989/07/?? | Rance 1                            | Ｒａｎｃｅ －光をもとめて－                      | Rance - Hikariwomotomete            | - |
| 1989/07/?? | Intruder                           | Ｉｎｔｒｕｄｅｒ －桜屋敷の探索－                |                                     | - |
| 1989/08/?? | Cresent Moon Girl                  | クレセントムーンがぁる                           |                                     | - |
| 1989/10/?? | Dangerous Tengu Legend             | あぶない天狗伝説                                 |                                     | - |
| 1989/12/?? | D.P.S.                             | Ｄ．Ｐ．Ｓ．                                     |                                     | - いけない内科検診 - プリンセスファンタジー - なんてたって芸能人                                                          |
| 1989/12/?? | Alice's Cottage                    | ＡＬＩＣＥの館                                   | Alice no Yakata                     | - 電子の国のアリス - センチメンタルシーズン - クイズの館                                                                  |
| 1990/05/?? | Rance 2                            | Ｒａｎｃｅ２ －反逆の少女達－                    | Rance 2 - Hangyaku no Shoujyotachi  | - |
| 1990/08/?? | D.P.S. SG                          | Ｄ．Ｐ．Ｓ． ＳＧ                                |                                     | - 家庭教師は素敵なお仕事 - 信長の淫謀 - Fahnen Filegen                                                                    |
| 1990/12/?? | Toushin Toshi                      | 闘神都市                                         |                                     | - |
| 1991/04/?? | D.P.S. SG set 2                    | Ｄ．Ｐ．Ｓ． ＳＧ set２                          |                                     | - いけない内科検診再び - 朱い夜 - ANTIQUE HOUSE                                                                           |
| 1991/10/?? | Rance 3                            | Ｒａｎｃｅ３ －リーザス陥落－                    | Rance 3 - Ri-zesukanraku            | - |
| 1991/12/?? | D.P.S. SG set 3                    | Ｄ．Ｐ．Ｓ． ＳＧ set３                          |                                     | - Rabbit～P4P～ - 卒業 - しんこんさんものがたり                                                                           |
| 1992/04/?? | Dr. STOP!                          | Ｄｒ．ＳＴＯＰ！                                 |                                     | - |
| 1992/07/?? | Alice's Cottage 2                  | ＡＬＩＣＥの館２                                 | Alice no Yakata 2                   | - なぐりまくりたわぁ - 婦警さんＤＡ - おかゆフィーバーの逆襲                                                              |
| 1992/09/?? | Super D.P.S.                       | Super Ｄ．Ｐ．Ｓ．                               |                                     | - マリアとカンパン - うれしたのし海賊稼業 - 遠野の森                                                                      |
| 1992/12/?? | Dalk                               | ＤＡＬＫ                                         |                                     | - |
| 1993/05/?? | Prostudent G                       | ｐｒｏｓｔｕｄｅｎｔ Ｇ                          |                                     | - |
| 1993/09/?? | Ayumichan's Story                  | あゆみちゃん物語                                 | Ayamechan Monogatari                | - |
| 1993/12/?? | Rance 4                            | Ｒａｎｃｅ４ 教団の遺産                          | Rance 4 Kyoudan no isan             | - |
| 1994/04/?? | AmbivalenZ                         | ＡｍｂｉｖａｌｅｎＺ －二律背反－                |                                     | - |
| 1994/08/?? | Space Bandit Fanny Bee             | 宇宙快盗ファニーＢｅｅ                           | Uchyuukaitou Funny Bee              | - |
| 1994/12/?? | Toushin Toshi 2                    | 闘神都市２                                       |                                     | - |
| 1995/04/?? | Alice's Cottage 3                  | ＡＬＩＣＥの館３                                 | Alice no Yakata 3                   | - にせなぐりまくりたわぁ - 女教師悶絶地獄 - 特盛りクイズレロレロ - 哀少女ローラ - ありすのぼーけん                        |
| 1995/07/?? |                                    | 夢幻泡影                                         | Mugenhouyou                         | - |
| 1995/11/10 | D.P.S. All                         | Ｄ．Ｐ．Ｓ．全部                                 | DPS Zenbu                           | oui |
| 1995/11/?? | Rance 4.1                          | ランス４．１ ～お薬工場を救え！～                | Rance 4.1 ~Okusurukoujyouwo Sukue!~ | - |
| 1995/11/?? | Rance 4.2                          | ランス４．２ ～エンジェル組～                    | Rance 4.2 ~Enjerugumi~              | - |
| 1996/01/?? | Only You - The Decadent Juliets    | Ｏｎｌｙ Ｙｏｕ －世紀末のジュリエット達－       |                                     | - |
| 1996/??/?? | Toushin Toshi 2 - Soshite sorekara | 闘神都市２ そして、それから…                     |                                     | - |
| 1996/06/?? | Gakuen KING                        | 学園ＫＩＮＧ －日出彦 学校をつくる－             |                                     | - |
| 1996/12/19 | Kichikuou Rance                    | 鬼畜王ランス                                     |                                     | - |
| 1997/04/?? | Ikenai Katsumi sensei              | いけないかつみ先生 －患者さん おいたはだめよん－ |                                     | - |
| 1997/08/29 | Kaerunyo Panyon                    | かえるにょ・ぱにょ～ん                           |                                     | - |
| 1997/10/30 | Ikusa Miko                         | 戦巫女 －Vestal virgin－                         |                                     | - |
| 1997/12/18 | Alice's Cottage 4/5/6              | アリスの館４・５・６                             | Alice no Yakata 4 5 6               | - 零式 - 人間狩り - アトラク＝ナクア -ATLACH=NACHA- - 女の子図鑑                                                          |
| 1998/04/02 | Oudou Yuusha                       | 王道勇者                                         |                                     | - |
| 1998/05/28 | DiaboLiQuE                         | DiaboLiQuE －デアボリカ－                        |                                     | - |
| 1998/11/26 | Pastel Chime                       | ぱすてるチャイム －恋のスキルアップ－            |                                     | - |
| 1999/01/14 | Prostudent Good                    | ぷろすちゅ★でんとGood                            |                                     | - |
| 1999/03/25 | Mamorigamisama                     | 守り神様                                         |                                     | - |
| 1999/07/01 | Mamatoto                           | ママトト ～a record of war～                     | mamatoto~a record of war~           | - |
| 1999/09/30 | Hushaby Baby                       | ＨＵＳＨＡＢＹ ＢＡＢＹ                          |                                     | - |
| 1999/11/18 | Darcrows                           | ＤＡＲＣＲＯＷＳ                                 |                                     | - |
| 2000/04/13 | Persiom                            | PERSIOM －約束の集う場所－                       | persiom -yakusokunotsudoubasho      | - |
| 2000/07/06 | SeeIn Ao                           | ＳｅｅＩｎ青－シーンＡＯ－                       |                                     | - |
| 2000/12/07 | 20th Century Alice                 | ２０世紀アリス                                   | 20 seiki Alice                      | - かえるにょ国にょアリス - これＤ．Ｐ．Ｓ．？ - 闇黒－アンコク－ - 超伝説古代ロボ レッドサンダー - Iron Maiden - Keep out |
| 2001/04/19 | Yorugakuru                         | 夜が来る！-Square of the Moon-                   |                                     | - |
| 2001/07/26 | Only You - Recross                 | Only you -リ・クルス-                            |                                     | - |
| 2001/11/30 | Daiakuji                           | 大悪司                                           |                                     | - |
| 2002/03/15 | Tsumamigui                         | 妻みぐい                                         |                                     | - |
| 2002/08/02 | Beat Angel Escalayer               | 超昂天使エスカレイヤー - BeatAngel Escalayer -   | Chyoukoutenshi Esukareiya           | - |
| 2002/09/27 | Dalk Gaiden                        | ＤＡＬＫ外伝 - supplementary story -             |                                     | - |
| 2002/10/25 | Rance 5D                           | ランス５Ｄ －ひとりぼっちの女の子－              | Ransu 5D -Hitorubocchi no Onnanoko- | - |
| 2003/02/07 | Mamanyonyo                         | ままにょにょ                                     |                                     | - |
| 2003/03/28 | Tsumamigui 2                       | 妻みぐい２                                       |                                     | - |
| 2003/06/27 | Les Chairs Cruelles                | シェル・クレイル～愛しあう逃避の中で～           | Shieru Kureiru                      | - |
| 2003/08/29 | Night Demon                        | ナイトデーモン                                   |                                     | - |
| 2003/12/19 | Daibanchou                         | 大番長                                           |                                     | - |
| 2004/04/16 | Atonement of a Witch               | 魔女の贖罪                                       | Majyo no Shyukzai                   | - |
| 2004/08/27 | Rance 6                            | ＲａｎｃｅVI-ゼス崩壊-                           | Ransu VI -Zesu Houkai-              | - ウルトラ魔法少女まなな ｖｏｌ．１                                                                                       |
| 2004/10/11 | Ultra Magic Girl Manana vol.2      | ウルトラ魔法少女まなな ｖｏｌ．２                |                                     | - |
| 2004/12/17 | Alice's Cottage 7                  | アリスの館７                                     | Alice no Yakata 7                   | - ウルトラ魔法少女まなな ｖｏｌ．３ - 鈴宮刑務娼館 - しまいま - DUNGEONS&DOLLS                                            |
| 2005/05/04 | Ultra Magic Girl Manana vol.4      | ウルトラ魔法少女まなな ｖｏｌ．４                |                                     | - |
| 2005/06/17 | Pastel Chime Continue              | ぱすてるチャイムContinue                         |                                     | - ウルトラ魔法少女まなな ｖｏｌ．５                                                                                       |
| 2005/12/09 | Pastel Chime C++                   | ぱすちゃＣ＋＋                                   |                                     | - |
| 2005/12/09 | GalZoo Island                      | GALZOOアイランド                                 |                                     | - |
| 2006/04/21 | Yokubari Saboten                   | よくばりサボテン                                 |                                     | - |
| 2006/08/04 | Tsumashibori                       | 妻しぼり                                         |                                     | - |
| 2006/12/15 | Sengoku Rance                      | 戦国ランス                                       |                                     | - |